# Kausen
Kausen ist eine Ortsgemeinde im Landkreis Altenkirchen (Westerwald) in Rheinland-Pfalz. Sie gehört der Verbandsgemeinde Betzdorf-Gebhardshain an.

## Geographie
Die Ortsgemeinde liegt an den nördlichen Ausläufern des Westerwalds hin zum Siegerland südlich von Betzdorf;  Nachbargemeinden sind Steineroth im Nordwesten, Molzhain im Westen, Elkenroth im Süden und Dickendorf im Südwesten. Nördlich des Ortes erhebt sich der Alte Bornskopf (455 m), südwestlich der Hasselichskopf (508 m).

## Geschichte
Kausen wurde erstmals im Jahr 1461 als „Arkussen“ in einer marienstätter Urkunde erwähnt.
Bevölkerungsentwicklung
Die Entwicklung der Einwohnerzahl von Kausen, die Werte von 1871 bis 1987 beruhen auf Volkszählungen:

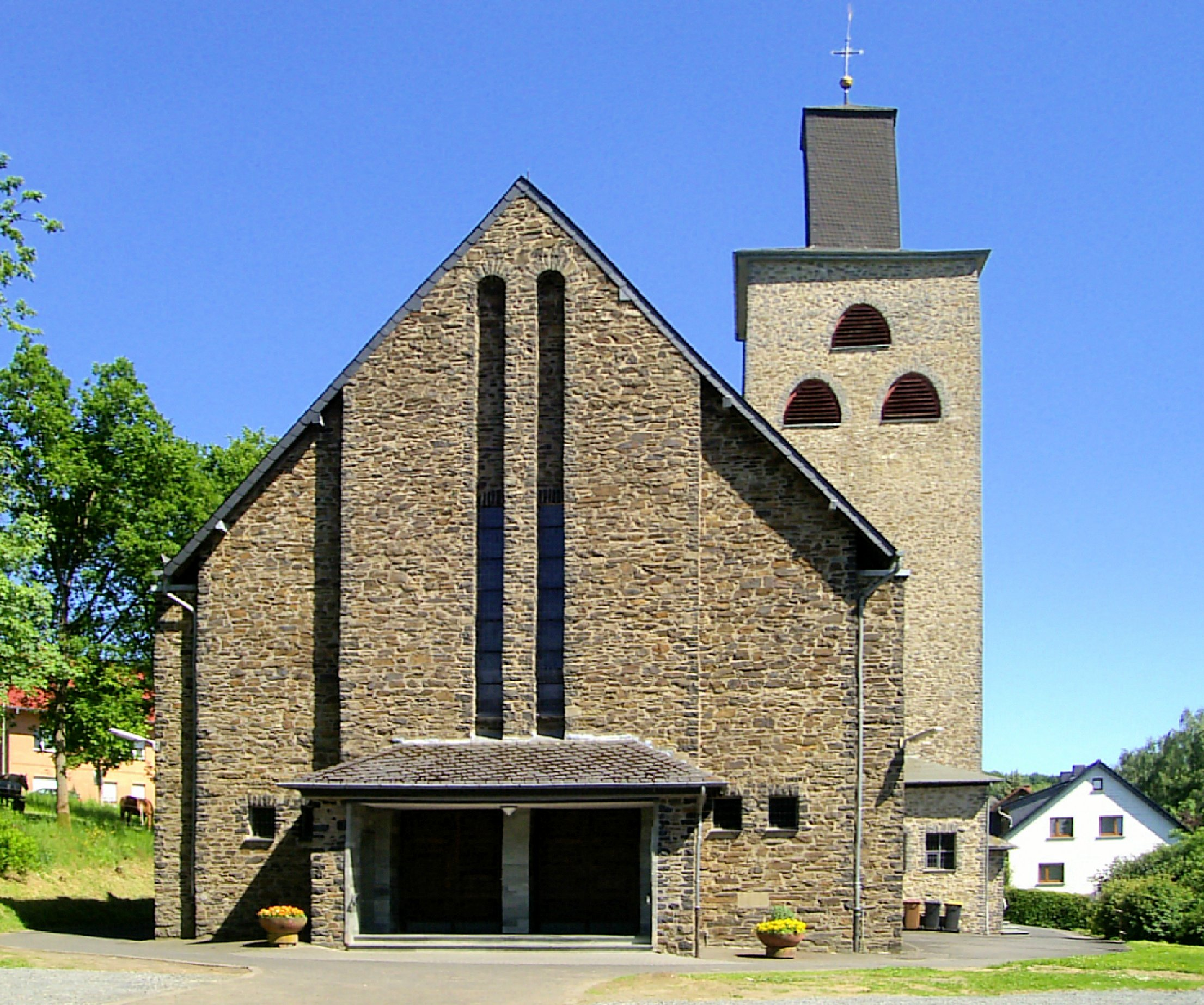
Dreifaltigkeitskirche

| Jahr | Einwohner |
| ---- | --------- |
| 1815 | 133       |
| 1835 | 180       |
| 1871 | 265       |
| 1905 | 391       |
| 1939 | 475       |
| 1950 | 513       |
| 1961 | 565       |

| Jahr | Einwohner |
| ---- | --------- |
| 1970 | 664       |
| 1987 | 653       |
| 1997 | 742       |
| 2005 | 801       |
| 2011 | 786       |
| 2017 | 787       |
| 2023 | 774       |

## Politik

### Gemeinderat
Der Gemeinderat in Kausen besteht aus zwölf Ratsmitgliedern, die bei der Kommunalwahl am 9. Juni 2024 in einer Mehrheitswahl gewählt wurden, und dem ehrenamtlichen Ortsbürgermeister als Vorsitzendem.

### Bürgermeister
Ortsbürgermeister von Kausen ist Martin Lück. Bei der Direktwahl am 26. Mai 2019 wurde er mit einem Stimmenanteil von 90,26 % gewählt und damit Nachfolger von Rainer Schütz. Bei der Direktwahl am 9. Juni 2024 wurde er als einziger Bewerber mit 87,1 % für weitere fünf Jahre in seinem Amt bestätigt.

## Kultur und Sehenswürdigkeiten
- Heilige Dreifaltigkeitskirche, 1935 errichtet

## In Kausen geboren
- Micha Krämer (* 1970), Schriftsteller und Musiker

## Mit Kausen verbunden
- Agnes Hammer (* 1970), Schriftstellerin